# Communauté de communes du Pays de Stenay
Die Communauté de communes du Pays de Stenay war ein französischer Gemeindeverband mit der Rechtsform einer Communauté de communes im Département Meuse in der Region Grand Est. Sie wurde am 30. Dezember 1998 gegründet und umfasste 19 Gemeinden. Der Verwaltungssitz befand sich im Ort Stenay.

## Historische Entwicklung
Mit Wirkung vom 1. Januar 2017 fusionierte der Gemeindeverband mit der Communauté de communes du Val Dunois und bildete so die Nachfolgeorganisation Communauté de communes du Pays de Stenay et du Val Dunois.

## Ehemalige Mitgliedsgemeinden
1. Autréville-Saint-Lambert
2. Baâlon
3. Beauclair
4. Beaufort-en-Argonne
5. Brouennes
6. Cesse
7. Halles-sous-les-Côtes
8. Inor
9. Lamouilly
10. Laneuville-sur-Meuse
11. Luzy-Saint-Martin
12. Martincourt-sur-Meuse
13. Moulins-Saint-Hubert
14. Mouzay
15. Nepvant
16. Olizy-sur-Chiers
17. Pouilly-sur-Meuse
18. Stenay
19. Wiseppe